# Victor Lemaître
Victor Lemaître, né le 13 novembre 1842 à Liège où il meurt le 6 septembre 1880, est un dessinateur, peintre décorateur et caricaturiste belge. Il est surtout le fondateur, principal illustrateur et propriétaire jusqu'à sa mort du journal satirique Le Rasoir.

## Biographie
Né le 13 novembre 1842, Victor Lemaître est le fils de Jean Henri Lemaître (1799-1877), peintre décorateur, et Aily Hélène Clébant (1806-1888),,. Le couple a d'autres enfants, dont Henri, Julien, Léon, Édouard et Julienne. Le jeune Victor se forme à l'école communale puis à l'Académie royale des beaux-arts de Liège « où il se fait bientôt remarquer par ses heureuses dispositions et un goût prononcé pour le dessin ». Même s'il ne reste que peu de temps à l'Académie, il y obtient un premier prix de composition et une bourse pour l'aider à continuer ses études,.
Il part à Paris travailler comme peintre décorateur, devenant assez rapidement chef d'atelier, et poursuivre sa formation sous la tutelle de Gustave Doré. En effet, alors qu'il dirige des travaux dans un hôtel, « il s'avise, dans un moment de loisir, de peindre à fresque une partie du sous-sol, dont les murs crépis à la chaux disparaissent sous des scènes fantaisistes, d'un mérite assez réel, pour que l'architecte en soit frappé au point d'en chercher l'auteur et de le présenter à Gustave Doré ». Il se centre sur le dessin, travaillant pour divers journaux parisiens et illustrant pour un éditeur local Le Chevalier de Maison-Rouge d'Alexandre Dumas.

Victor Lemaître, Les musiciens de l'Avenir, 16 janvier 1870 (caricature en première page du périodique Le Rasoir), Liège, université de Liège.

Il revient à Liège en 1869 et il publie, aidé d'Ernest Renier, lors de fêtes internationales organisées par la commune un « programme non officiel des fêtes » qu'il intitule Le Rasoir. Le succès est au rendez-vous, un second numéro suit et Le Rasoir est officiellement fondé,. Le journal satirique va se publier tous les quinze jours pendant presque vingt ans, survivant son fondateur, et compte 558 numéros publiés. Lemaître publie et illustre 287 numéros du périodique, « tous pleins de verve satirique et d'humour »,,,. La rubrique nécrologique du journal La Meuse note que l'artiste, d'un naturel railleur et doté d'un grand sens de l'observation, a « de l'esprit au bout de son crayon » et s'attaque « aux hommes et aux choses par leurs côtés ridicules et parfois burlesques, sans jamais dépasser les bornes d'une plaisanterie de bon aloi ». Il sait « exciter le rire et jamais la colère ».
En plus de son rôle de fondateur et caricaturiste-illustrateur principal du Rasoir, il réalise avec son frère Édouard Lemaître des travaux de peinture décorative pour des maisons et des établissements publics de la région liégeoise,,,. Il est l'auteur de peintures murales dans le « Café du Centre » à Liège. Lorsque Jules Bosmant se penche en 1930 sur les artistes décorateurs liégeois du XIXe siècle (mentionnant Paul-Joseph Carpay, Émile-Édouard Berchmans et Édouard van Marcke), il parle en ces termes de l'artiste : « Enfin si nous citons Victor Lemaître, mort très jeune, créateur et illustrateur du journal satirique Le Rasoir et auteur d'assez vastes décorations disparues aujourd'hui, nous aurons dit l'essentiel de ce genre si beau et si complet »,.
Alors à peine âgé de 37 ans, il décède le 6 septembre 1880 à Liège,. Il est inhumé au cimetière de Robermont le 8 septembre 1880.